# Aphaobius miricae
Aphaobius miricae – gatunek chrząszcza z rodziny grzybinkowatych i podrodziny zyzkowatych. Endemit Słowenii.

## Taksonomia
Gatunek ten opisany został po raz pierwszy w 2010 roku przez Marca Bognolę i Dantego Vailatiego na łamach czasopisma „Scopolia”. Jako miejsce typowe wskazano Slugov brezen w słoweńskiej Škofjej Loce. Epitet gatunkowy nadano na cześć Miry Kofler, która odłowiła holotyp.
W obrębie rodzaju należy do grupy gatunków milleri wraz z: A. alphonsi, A. forojulensis, A. fortesculptus, A. grottoloi, A. kahleni, A. kaplai, A. kofleri, A. lebenbaueri, A. ljubnicensis, A. milleri i A. robustus.

## Morfologia
Chrząszcz o ciele długości od 2,6 do 2,8 mm. Ubarwienie ma w całości brązoworude. Głowa jest pozbawiona oczu i zaopatrzona w ogólnie dość długie, ale jak na przedstawiciela rodzaju krótkie i grube czułki, u samca sięgające połowy pokryw po rozprostowaniu do tyłu. Przedplecze jest poprzeczne, od 1,5 do 1,86 raza szersze niż dłuższe, najszersze u podstawy, prawie trapezowate, o bokach równomiernie łukowatych na całej długości, a tylnych kątach ostrych, ale niespiczastych. Stosunek długości do szerokości jajowatych, najszerszych w połowie pokryw wynosi od 1,3 do 1,4. Powierzchnia pokryw jest poprzecznie rowkowana. Skrzydeł tylnej pary brak zupełnie. Płat środkowy edeagusa samczych genitaliów jest tak długi jak paramery i w widoku grzbietowym ma boczne brzegi części odsiebnej prawie równoległe, tylko przed samym szeroko zaokrąglonym szczytem zakrzywione i zbieżne. Dosiebna krawędź szczytowego otworu edeagusa jest wklęśnięta.

## Ekologia i występowanie
Owad palearktyczny, południowoeuropejski, endemiczny dla Słowenii. Znany jest z dwóch niewielkich jaskiń, Slugov brezen i Močilnik, położonych w obszarze krasowym koło Škofjej Loki.